# 자라 푼티감
자라 푼티감(독일어: Sarah Puntigam, 1992년 10월 13일 ~ )은 오스트리아의 여자 축구 선수다.

## 클럽 경력
7세 시절부터 USV 그나스에서 축구를 시작했으며 2007년에 LSV 그라츠에 입단하면서 데뷔했다. 2009년에는 독일의 여자 축구 클럽인 바이에른 뮌헨의 2군 팀으로 이적했고 2010년에는 1군 선수로 처음 출전하면서 프라우엔-분데스리가 무대에 데뷔했다.
2013년에는 스위스 나티오날리가 A 소속 여자 축구 클럽인 SC 크린스로 이적했고 2014년부터 2018년까지 독일 프라우엔-분데스리가 소속 여자 축구 클럽인 SC 프라이부르크 소속으로 활동했다. 2018년에는 프랑스 디비지옹 1 페미닌 소속 여자 축구 클럽인 몽펠리에 HSC로 이적했다. 2022년에는 1. FC 쾰른으로 이적했다.

## 국가대표 경력
2007년에 오스트리아 여자 U-19 축구 국가대표팀 선수로 활동했으며 2009년 3월 4일에 열린 웨일스와의 경기에 처음 출전하면서 오스트리아 여자 축구 국가대표팀 선수로 데뷔했다. 2010년 3월 3일에 열린 페로 제도와의 알가르브컵 경기에서는 자신의 국가대표팀 첫 골을 기록했다.
UEFA 여자 유로 2017 예선에서 오스트리아의 사상 첫 UEFA 유럽 여자 축구 선수권 대회 본선 진출에 기여했다. 네덜란드에서 개최된 UEFA 여자 유로 2017 본선에서는 오스트리아의 준결승전 진출에 기여했다.

## 사생활
푼티감은 2022년 6월에 쾰른에서 활동한 팀 동료인 제네시 도허티(Genessee Daughetee)와 결혼했다.

## 수상

### 클럽
바이에른 뮌헨
- 여자 DFB-포칼 1회 우승 (2012)

### 국가대표
- 2016년 키프로스컵 우승
- UEFA 여자 유로 2017 4강